# Carvalhos, Minas Gerais
Carvalhos este un oraș în unitatea federativă Minas Gerais (MG), Brazilia.